# Берти, Монтегю, 7-й граф Абингдон
Монтегю Артур Берти, 7-й граф Абингдон (англ. Montagu Arthur Bertie, 7th Earl of Abingdon; 13 мая 1836 — 10 марта 1928) — английский пэр.

## Происхождение и образование
Монтегю Артур Берти родился 13 мая 1836 года на Ганновер-сквер в Мейфэре. Старший сын Монтегю Берти, 6-го графа Абингдона (1808—1884) и Элизабет Лавинии (урожденной Вернон-Харкорт) Берти, графини Абингдон (1816—1858). Младший брат — Фрэнсис Берти, 1-й виконт Берти из Тейма (1844—1919), который служил послом Великобритании во Франции.
Его дедушкой и бабушкой по материнской линии были Джордж Гренвиль Вернон-Харкорт, член британского парламента, и леди Элизабет Бингем, старшая дочь Ричарда Бингэма, 2-го графа Лукана. Его дедушкой по отцовской линии был Монтегю Берти, 5-й граф Абингдон, и его первая жена Эмили (урожденная Гейдж) Берти, которая была пятой дочерью генерала достопочтенного Томаса Гейджа, главнокомандующего Северной Америкой.
Лорд Норрейс учился в Итонском колледже.

## Карьера

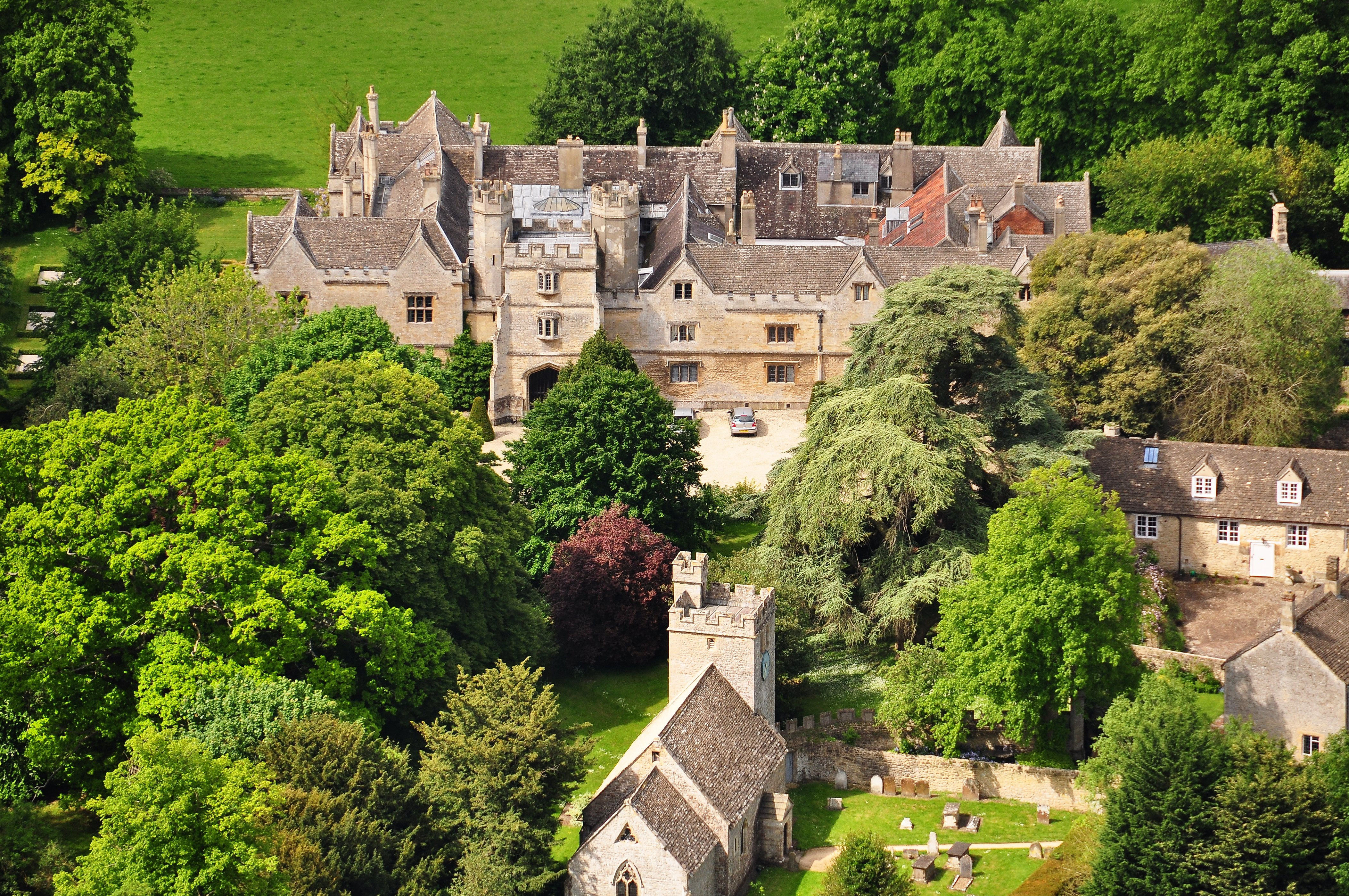
Уайтхэмское аббатство

Монтегю Берти служил верховным стюардом Абингдона и заместителем лейтенанта Беркшира. Его отец служил лордом-лейтенантом Беркшира с 1854 по 1881 год, а его дед до него — с 1826 по 1854 год. После смерти отца 8 февраля 1884 года он унаследовал титул пэра как 7-й граф Абингдон и 11-й лорд Норрейс.
Как лорд Норрейс, он вступил в Королевскую беркширскую милицию в качестве лейтенанта в марте 1858 года, вышел в отставку, но затем был назначен майором в 1861 году своим отцом, лордом-лейтенантом. Он командовал полком (позже 3-м резервным батальоном принцессы Шарлотты Уэльской (Королевский беркширский полк) с 31 июля 1863 года в звании подполковника, а после выхода на пенсию был назначен его почетным полковником в октябре 1880 года. Он также был мировым судьей Оксфордшира и Беркшира и служил в руководящем органе школы Абингдон с 1901 по 1915 год.

## Личная жизнь
10 июля 1858 года он женился первым браком на Каролине Терезе Таунли (8 января 1838 — 4 сентября 1873) в Королевской баварской часовне в Лондоне. Она была дочерью полковника Чарльза Таунли, члена Палаты общин от Слайго, и леди Каролины Молинье (дочери Уильяма Молинье, 2-го графа Сефтона). Они жили в аббатстве Уайтхэм в Беркшире (ныне Оксфордшир) и имели четверых детей:
- Леди Мэри Кэролайн Берти (11 августа 1859 — 21 апреля 1938), в 1879 году она вышла замуж за Эдмунда Фицалана-Говарда, 1-го виконта Фицалана из Дервента (последнего лорда-лейтенанта Ирландии).
- Капитан Монтегю Чарльз Фрэнсис Берти, лорд Норрейс (3 октября 1860 — 24 сентября 1919), умерший раньше своего отца.
- Леди Элис Жозефина Берти (2 марта 1865 — 7 мая 1950), в 1890 году она вышла замуж за сэра Джеральда Портала. После его смерти она вышла замуж за майора Роберта Рейнтьенса в 1897 году.
- Леди Сесиль Жозефина Берти (22 июля 1873 — 3 октября 1895), в 1985 году она вышла замуж за бригадного генерала Пола Алоизиуса Кенну.

После смерти своей первой жены в 1873 году он снова женился 16 октября 1883 года на Гвендолин Мэри Дормер (13 октября 1867 — 16 сентября 1942), дочери Джеймса Шарлеманя Дормера, офицера британской армии, который был всего на два года старше Монтегю Берти. Дети от второго брака:
- Леди Гвендолин Тереза Мэри «Гуни» Берти (20 ноября 1885 — 7 июля 1941)[8], которая вышла замуж за Джона Черчилля, сына консервативного политика лорда Рэндольфа Черчилля и американской наследницы Дженни Джером, и брата Уинстона Черчилля[9].
- Майор Достопочтенный Артур Майкл Космо Берти (29 сентября 1886 — 2 февраля 1957), в 1929 году он женился на Элин Роуз Рэмси, дочери Джорджа Арбетнота-Лесли. После ее смерти он женился вторым браком в 1949 году на Лилиан Изабель Крэканторп, дочери Чарльза Эдварда Кэри-Элвеса.
- Лейтенант-коммандер Достопочтенный Джеймс Уиллоуби Берти (22 сентября 1901 — 11 мая 1966), в 1928 году он женился на леди Джин Крайтон-Стюарт, дочери Джона Крайтона-Стюарта, 4-го маркиза Бьюта.
- Леди Элизабет Констанция Мэри Берти (12 марта 1895—1987), в 1914 году она вышла замуж за первого майора Сигизмунда Траффорда. После его смерти она вышла замуж за полковника Генри Картрайта в 1956 году.

В 1911 году он разделил и продал семейные поместья в Олбери и Грейт-Хэсли.
Граф Абингдон умер 10 марта 1928 года в возрасте 91 года в Оукен-Холте в Оксфордшире, на юго-востоке Англии. Он был похоронен в Абингдонском аббатстве в Абингдоне.